# Ruth Ann Minner
Ruth Ann Minner, née Coverdale le 17 janvier 1935 à Milford (Delaware) et morte le 4 novembre 2021, est une femme politique américaine. 
Membre du Parti démocrate, elle est gouverneure du Delaware de 2001 à 2009, succédant à Tom Carper, sous qui elle est lieutenante-gouverneure à partir de 1993.

## Biographie

### Enfance et études
Ruth Ann Minner quitte l'école à l'âge de seize ans pour s'occuper de sa famille. Elle se marie avec Frank Ingram, dont elle aura trois enfants. Mais veuve très jeune, elle reprend ses études tout en conciliant deux emplois et l'éducation de ses enfants.

### Carrière professionnelle
En 1969, Ruth Ann Minner se remarie avec Roger Minner avec lequel elle crée un commerce avec succès.

### Engagement politique

#### Assemblée générale du Delaware
En 1974, Ruth Ann Minner entre en politique et se fait élire à la Chambre des représentants du Delaware sous la bannière des démocrates. En 1982, elle est élue au Sénat de l'État, où elle soutiendra des lois environnementalistes concernant l'eau et la protection des terres.

#### Gouverneur du Delaware
Lieutenant-gouverneur du Delaware de 1993 à 2001, Ruth Ann Minner est élue gouverneur de l'État en novembre 2000 avec 59,2 % des suffrages contre 39,7 % au candidat du Parti républicain, John Burris. Elle est la première femme à accéder au poste dans l'histoire de l'État. Durant son premier mandat, elle fait adopter la loi interdisant de fumer dans tous les lieux publics.
Le 2 novembre 2004, elle est réélue avec 50,9 % des suffrages contre 45,8 % au républicain William Swain Lee, mais il s'agit du score le plus étroit pour un gouverneur sortant dans l'histoire du Delaware. À cause de son franc-parler, elle est alors mise en cause notamment après le viol d'une employée de prison par un détenu quand elle déclare « You expect things like that to happen », ce qui peut se traduire, en français par : « Vous pouvez vous attendre à ce que ces choses-là arrivent. »
En décembre 2005, avec un taux d'approbation de 41 % (contre 53 % d'opinions négatives), elle n'arrive qu'en 41e position en termes de popularité parmi les cinquante gouverneurs du pays, ex æquo avec Rod Blagojevich, le gouverneur de l'Illinois et Jennifer Granholm, gouverneur du Michigan.

### Vie privée
Déjà veuve de son premier mari, Ruth Ann Minner le redevient en 1991 lorsque son mari meurt d'un cancer.